# Идеальный муж (фильм, 1980)
«Идеальный муж» — советская экранизация одноимённой комедии Оскара Уайльда, осуществлённая в 1980 году.

## Сюжет
Что может угрожать прекрасному будущему? Только ужасное прошлое. Депутат британского парламента сэр Роберт Чилтерн известен своей честностью и неподкупностью. Под стать ему и его супруга — леди Чилтерн, являющая собой пример высокой нравственности. Однако прошлое сэра Роберта, как оказалось, совсем не безупречно.
Известная светская авантюристка Лора Чивли, располагающая доказательствами его давнего бесчестного поступка, пытается шантажировать Чилтерна. Под угрозой оказываются не только репутация и карьера сэра Роберта, но и семейное счастье. На помощь ему приходит лучший друг — лорд Горинг.

## В ролях
- Юрий Яковлев — сэр Роберт Чилтерн
- Людмила Гурченко — миссис Лора Чивли
- Эдуард Марцевич — Артур, лорд Горинг
- Павел Кадочников — лорд Кавершем, отец лорда Горинга
- Елена Коренева — мисс Мэйбл Чилтерн, сестра сэра Роберта
- Анна Твеленева — Гертруда, леди Чилтерн
- Игорь Дмитриев — виконт де Нанжак
- Иван Воронов — Мэсон
- Евгения Ханаева — леди Маркби
- Эве Киви — графиня Бэзилдон
- Алла Будницкая — миссис Марчмонт
- Альберт Филозов — Том Траффорд, секретарь сэра Роберта
- Борис Химичев — Джабез Кериб, секретарь миссис Чивли
- Константин Карельских — Фиппс, дворецкий лорда Горинга

## Съёмочная группа
- Автор сценария и режиссёр: Виктор Георгиев
- Оператор: Фёдор Добронравов
- Художник: Константин Форостенко
- Художник по костюмам: Ганна Ганевская